# Johann Christian Förster (Architekt)
Johann Christian Förster (getauft am 22. April 1705 in Kiel; † nach 1762 vermutlich in Sankt Petersburg) war ein Architekt, Bauinspektor und Offizier.

## Leben
Johann Christian Förster war der Sohn eines gleichnamigen Maurermeisters, der aus Zittau stammte und am 11. Januar 1703 Kieler Bürger wurde. Seine Mutter hieß Anna Margarethe. Försters berufliche Ausbildung ist nicht dokumentiert.
Am 14. August 1736 wurde Förster zum Forstverwalter ernannt. Am 18. November 1737 heiratete er in Kiel Catharina Knutzen, mit der er fünf Töchter und zwei Söhne hatte. Zu diesem Zeitpunkt war er Forstverwalter und Premier-Guarde-Vice-Corporal. Am 21. Oktober 1738 wurde er zum Capitain ernannt. Am 18. Mai 1743 übernahm er die „Aufsicht und Besorgung des Bau-Wesens“, blieb jedoch weiterhin Capitain. Für die neuen Tätigkeiten sollte er monatlich zusätzlich fünf Reichsthaler bekommen. Am 11. Dezember 1743 bekam er die Unterweisungen für seine neue Position.
Förster arbeitete auch weiterhin als Offizier und wurde am 9. Januar 1747 zum Capitain-Lieutenant befördert. Im Dezember 1751 erreichte er die Position eines Stabscapitains beim Kieler Bataillon der Großfürstin. Am 26. Januar 1754 erhielt er Urlaub, um die Aufsicht über Baumaßnahmen am Kieler Schloss und in Bordesholm übernehmen zu können. Im Mai 1756 beantragte er einen viermonatigen Urlaub und eine Vorauszahlung seines Lohns, um nach Sankt Petersburg reisen zu können. Von dort kam er offensichtlich nicht zurück.
Förster zog, nachdem er am 13. Mai 1756 bestätigt hatte, sich Ordensangelegenheiten anzunehmen, anscheinend nach Sankt Petersburg. Dort arbeitete er als Offizier im neu geschaffenen Detachement des Großfürsten Peter III. Seine Ehefrau bekam später von der Rentenkammer die Erlaubnis, eine Hufe in der Brunswick verkaufen zu dürfen. Gemäß diesem Dokument vom 13. Oktober 1759 war ihr Mann Großfürstlicher Major. Es handelte sich wahrscheinlich um dieselbe Person, die 1762 während Peters III. Amtszeit ein nach ihm benanntes Regiment führte.

## Wirken als Architekt und Baumeister
Von 1743 bis 1756 arbeitete Förster zumeist als Bauinspektor am Kieler Schloss. 1748 und 1754 verfasste er wiederholt Gutachten für signifikante und umfangreiche Instandsetzung, die jedoch nicht realisiert wurden. Er durfte nur die unabdingbaren Reparaturen durchführen. Die Bauaufsicht übernahm am 17. Juli 1754 Maurermeister Johann David Hempel, der seit dem 5. September 1755 Hofmaurermeister war. Förster und Hempel arbeiteten gemeinsam bis zum Mai 1756. Förster beaufsichtigte darüber hinaus die Anlage des Schlossgartens und führte diese Arbeiten gemeinsam mit Baudirektor Johann Christian Löwen aus Eutin durch.
Neben den Arbeiten am Schloss erstellte Förster Pläne und Gutachten für Bauvorhaben der Universität Kiel. Am 14. März 1749 stellte er einen umfangreichen Bericht vor. Darin erläuterte er die weit fortgeschrittenen Baumängel sowie Pläne für einen Neubau, der später hätte erweitert werden können. Außerdem plante er ein neues Amtshaus von Caspar von Saldern in Neumünster, das in den Jahren 1745 und 1746 entstand und heute noch als Caspar-von-Saldern-Haus besteht.
Für die Rentenkammer plante Förster 1748 ein Amtshaus in Tremsbüttel. 1749/50 erstellte er Pläne für ein neues Grundwerk der großfürstlichen Mühle für Korn und Getreide in Bad Oldesloe und übernahm die spätere Bauleitung.
Ein Baumeister Johann Christian Förster war seit 1713 in Sankt Petersburg und Umgebung mit zahlreichen Bauausführungen beauftragt worden, wo er in hohem Alter 1747 verstorben sein soll. Möglicherweise war dieser ein Verwandter, er kann mit dem 1705 geborenen nicht identisch sein, da dieser 1713 erst acht Jahre alt war und zudem noch bis 1756 in Kiel nachweisbar ist.